# كهف برج الشيطان
كهف برج الشيطان (بالإنجليزية: Devil's Tower Cave)‏ هو كهف يقع ضمن أقاليم ما وراء البحار البريطانية في منطقة جبل طارق التابعة للتاج البريطاني.